# سنجابچه‌ها
سنجابچه‌ها یا سنجاب‌های راه‌راه نوعی جانور جونده است که ظاهری شبیه به سنجاب دارد.
سنجابچه از خانوادهٔ سنجابیان (Sciuridae) است. تبار آن مارموتینی (Marmotini) و جنس آن تامیاس (Tamias) نام دارد.
سنجابچه ۲۵ گونه دارد که اکثر آن‌ها بومی آمریکای شمالی هستند. یک گونه بومی اوراسیا است.
سنجابچه‌ها همه‌چیزخوارند.

## فهرست گونه‌ها
زیرسرده هوسنجابچه‌ها
- سنجابچه سیبری، Eutamias sibiricus

زیرسرده سنجابچه شرقی
- سنجابچه شرقی، Tamias striatus

زیرسرده سمورچه غربی
- سمورچه الن، Neotamias senex
- سمورچه آلپ، Neotamias alpinus
- سمورچه بولر، Neotamias bulleri
- سمورچه کالیفرنیا، Neotamias obscurus
- سمورچه پرتگاه، Neotamias dorsalis
- سمورچه کلرادو، Neotamias quadrivittatus
- سمورچه دورانگو، Neotamias durangae
- سمورچه یقه‌خاکستری، Neotamias cinereicollis
- سمورچه پاخاکستری، Neotamias canipes
- سمورچه هوپی، Neotamias rufus
- سمورچه کهتر، Neotamias minimus
- سمورچه کاج ساحلی، Neotamias speciosus
- سمورچه گوش‌دراز، Neotamias quadrimaculatus
- سمورچه پالمر، Neotamias palmeri
- سمورچه پانامینت، Neotamias panamintinus
- سمورچه مریام، Neotamias merriami
- سمورچه دم‌سرخ، Neotamias ruficaudus
- سمورچه سیسکیو، Neotamias siskiyou
- سمورچه سونوما، Neotamias sonomae
- سمورچه تانسند، Neotamias townsendii
- سمورچه یونیتا، Neotamias umbrinus
- سمورچه گونه‌زرد، Neotamias ochrogenys
- سمورچه کاج زرد، Neotamias amoenus

منقرض شده:
- †Tamias aristus

## نگارخانه

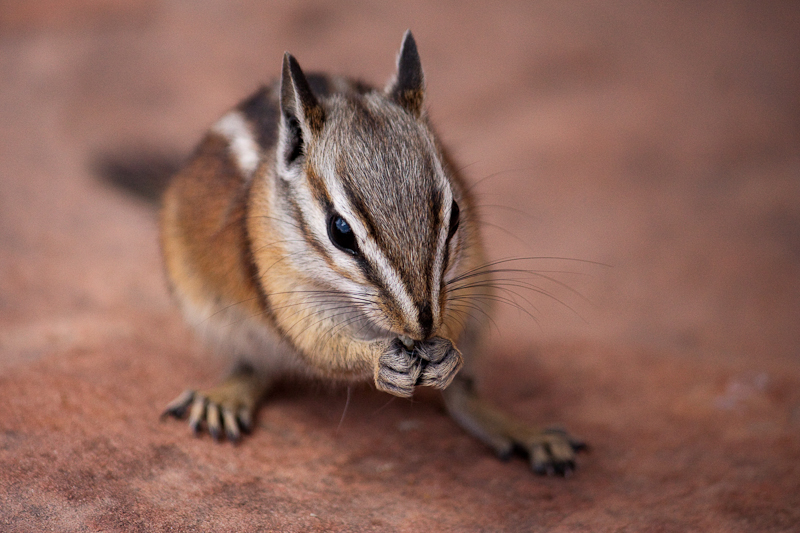
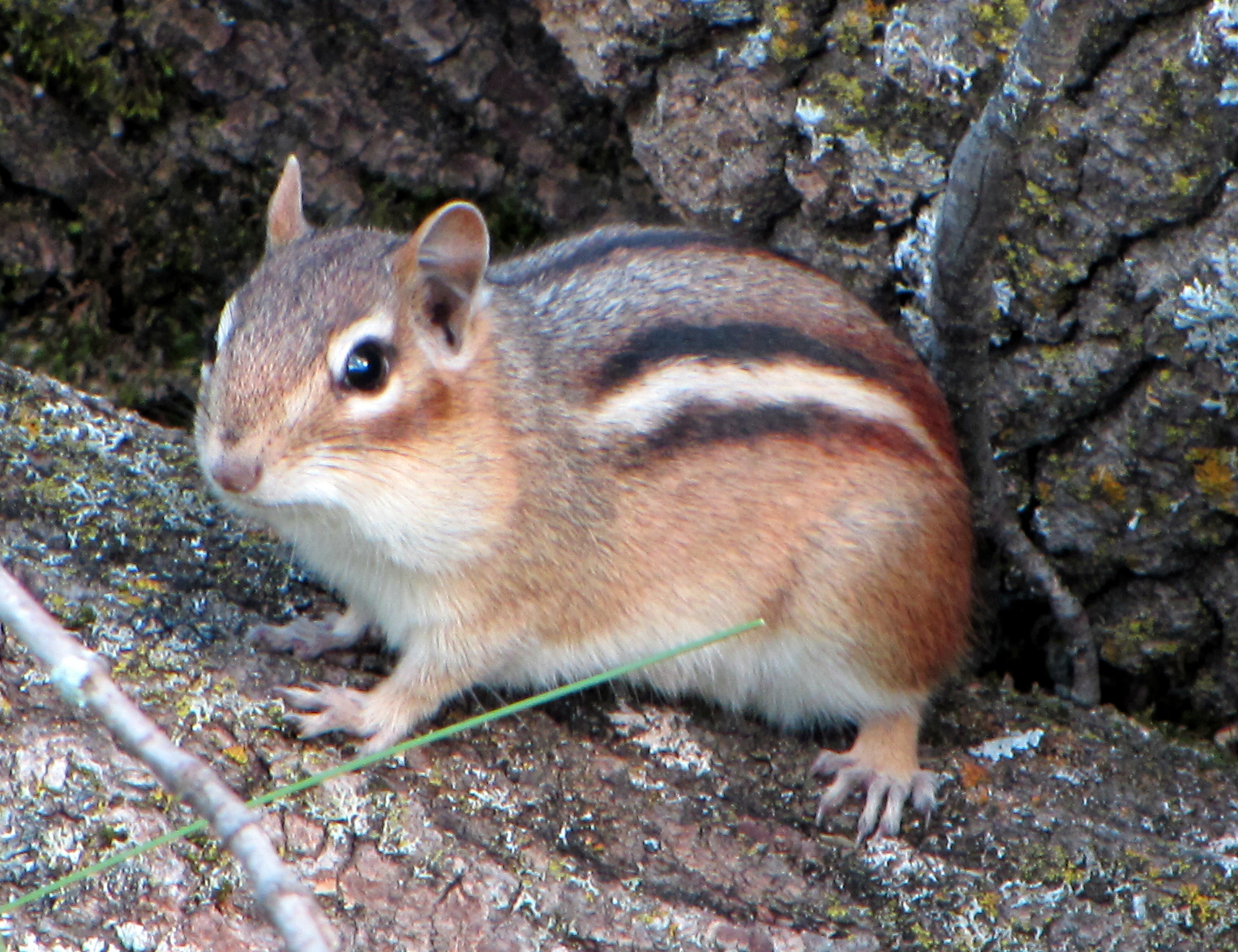
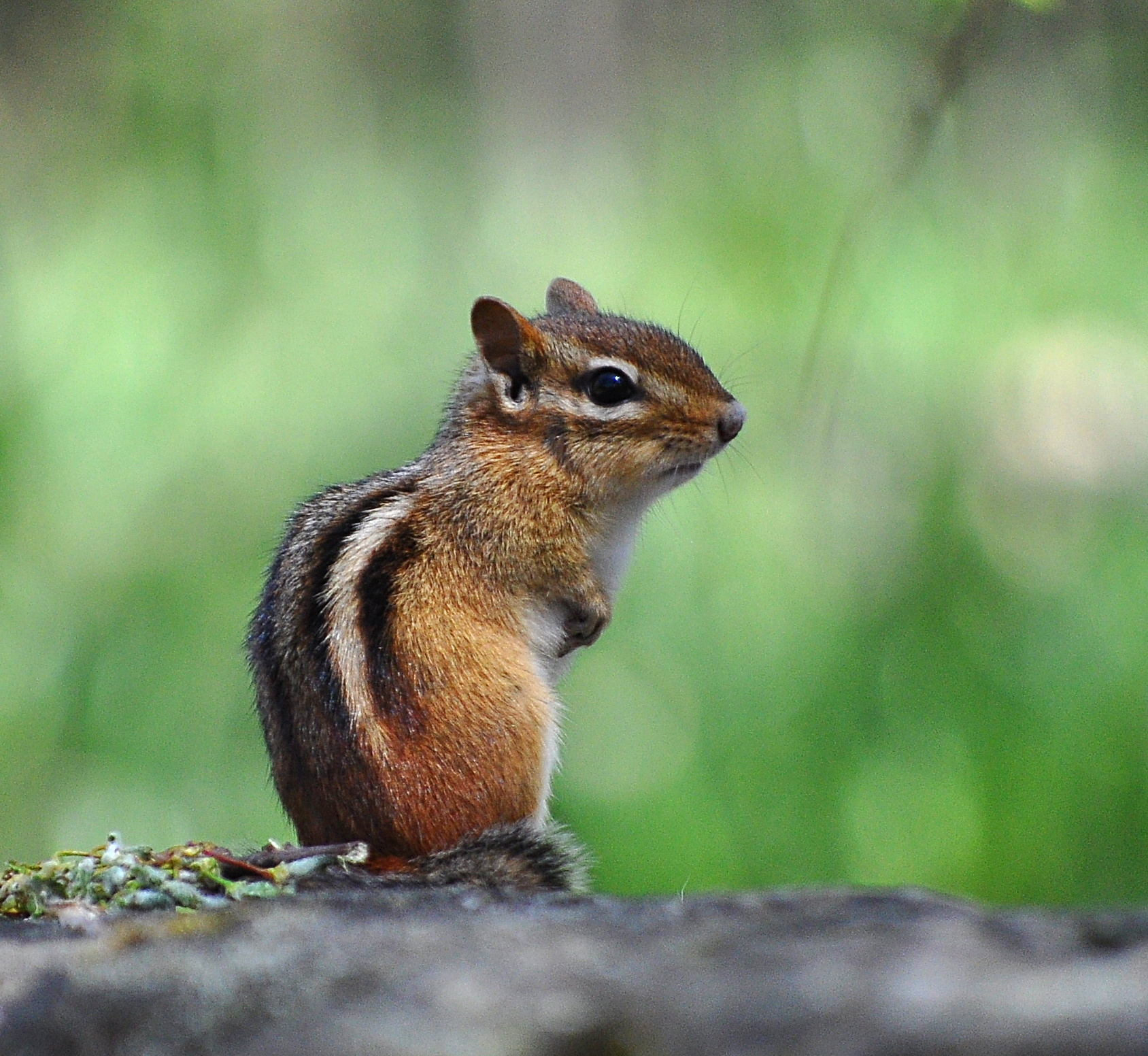